# Уайт, Джонни
Джонни Уайт (англ. Johnnie White; 26 июня 1984 г., Сент-Мартинсвилл, Луизиана, США) — американский боксёр-профессионал, выступающий в тяжелой весовой категории. Действующий чемпион штата Луизиана. Боевой вес — 102 кг. Весомых достижений в любительских соревнованиях не имеет.

## Профессиональная карьера
На профессиональном ринге Уайт дебютировал достаточно рано, проведя свой первый бой 30 апреля 2005 года, то есть в 20 полных лет. Выступает в США, преимущественно в родном штате Луизиана. Быстр, обладает хлестким, сильным ударом с обеих рук. С серьёзными оппонентами по состоянию на 13.10.2008 года не встречался.

### 2005—2006 годы
В год своего дебюта в профессиональном боксе Уайт провел семь боев, нокаутировав в них шестерых оппонентов. Определенные проблемы Джонни смог создать лишь некий Майкл Хэмилтон — в ноябрьском поединке с этим бойцом уроженец штата Луизиана впервые убедился в том, что сила удара решает на ринге далеко не все. Тем не менее, в целом Уайт выглядел предпочтительнее соперника, и двое судей признали его превосходство в трех раундах из проведенных боксерами четырёх.
В 2006-м Джонни не снизил своей активности, одержав в течение года ещё шесть побед. Низкий уровень соперников Уайта по-прежнему не давал возможности оценить реальную силу молодого американца. Вместе с тем, победы техническим нокаутом над Марвином Хантом и Уэйдом Льюисом, безусловно, достойны отдельного упоминания.

### 2007—2008 годы
В 2007 году Уайт провел пять поединков. Начав с яркой победы над более чем скромным соперником в марте, Джонни продолжил успешную серию в июне, отбоксировав в течение первого летнего месяца дважды. Двухнедельный интервал между данными боями не мог не сказаться на физическом состоянии Уайта, так и не сумевшего в итоге отметить свой второй июньский выход на ринг очередным нокаутом . Два месяца спустя американец отпраздновал уже семнадцатую по счету победу в карьере, а в конце года получил право сразиться за «местечковый» титул чемпиона штата Луизиана.

#### 8 декабря 2007 годаДжонни Уайт —Рэй Лансфорд
- Место проведения:  "Коуштта Казино энд Резот ", Киндер, Луизиана, США
- Результат: Победа Уайта техническим нокаутом в первом раунде десятираундового боя
- Статус: Бой за звание чемпиона штата Луизиана в тяжелом весе
- Рефери: Рик Экзе
- Вес: Уайт — 98,4 кг; Лансфорд — 131,1 кг

Звание сильнейшего профессионального боксера Луизианы Уайт заполучил легко и непринужденно. Опытнейший 130-килограммовый Рэй Лансфорд значительно уступал Джонни в подвижности и техническом оснащении, а потому оказался не в состоянии ни защищаться от ударов молодого напористого соотечественника, ни отвечать оппоненту хоть сколько-нибудь внятными контратаками. В итоге Уайт в первом же раунде дважды отправлял соперника на настил ринга и явно не собирался останавливаться на достигнутом. Избиение Лансфорда прервал рефери, зафиксировавший победу Джонни техническим нокаутом.
Следующий бой Уайт провел после более чем полугодичной паузы. В июне 2008 года Джонни встретился с самым опасным на данный момент соперником в своей карьере — Клиффом Каузером. Каузер, несмотря на солидный возраст и щедро начиненный поражениями послужной список, обладал большим опытом поединков с сильными боксерами тяжелой весовой категории, а в декабре 2007-го сенсационно побил достаточно умелого и популярного американского бойца Монте Барретта. Однако с первых раундов боя стало ясно, что Уайт давно перерос в мастерстве оппонентов подобного уровня. Джонни, используя превосходство в технике и скорости, уверенно перебоксировал Каузера, который, впрочем, продержался все восемь запланированных раундов. К сожалению, других поединков Уайта против по-настоящему квалифицированных боксеров почитатели его таланта до конца года так и не увидели. Октябрьский победный бой с заурядным соперником никоим образом не мог претендовать на их повышенное внимание.